# Татигас-бий
Татигас-бий (? — ок. 1565) — башкирский бий (глава) племени Юрматы, возглавил борьбу юрматынских башкир против Ногайской орды. Инициатор принятия русского подданства башкир племени Юрматы.

## Биография
О детстве Татигас-бия почти ничего не известно. Известно, что его отец — Бурнак-бий. Также известно, что он записывал шежере (родословную) племени юрматы под диктовку муллы бакия. Татигас-бий возглавил борьбу юрматынских башкир против Ногайской орды, вёл переговоры о вхождении башкир в состав Русского государства. Принял Русское подданство, ездил в Казань. Татигас приехал в Казань с представителями трех родов, и, присягнув "белому" русскому царю получил чин мурзы. После того как предводители Юрматынского улуса Татигас, Азнай-бий, Ильчектимер, Кармыш признали русское подданство, они сохранили свои прежние титулы. Татигасу присвоили титул мурзы, а Азнаю титул бея (старшины)

## Память
- В селе Кундряк Татигас-бию установлен мемориал с тамгами.[6]